# Rhoys Wiggins
Rhoys Wiggins (Uxbridge, 4 novembre 1987) è un ex calciatore gallese.

## Carriera

### Nazionale
Ha giocato nelle nazionali giovanili gallesi Under-19 ed Under-21.

## Palmarès

### Club

#### Competizioni nazionali
- Football League One: 1

Charlton: 2011-2012